# UBIK
UBIK is een actie en strategiecomputerspel ontwikkeld door Cryo Interactive Entertainment. Het spel kwam in 1998 uit voor Microsoft Windows. Een jaar later volgde een release voor de PlayStation. In Nederland werd het spel uitgegeven door R&P Electronic Media. 
Het spel is gebaseerd op het gelijknamige boek uit 1969 dat geschreven is door Philip K. Dick, en speelt zich af in het jaar 2019. Joe Chip (de hoofdpersoon) werkt bij Runciter Associates, een bedrijf uit Los Angeles. Zijn taak is om bedrijven te beschermen tegen bedrijfsspionage.

## Platforms
| Jaar | Platform    |
| ---- | ----------- |
| 1998 | Windows     |
| 2000 | PlayStation |

## Ontvangst
| Beoordeeld door       | Jaar | Platform | Score |
| --------------------- | ---- | -------- | ----- |
| Mega Score            | 1998 | Windows  | 92%   |
| PC Jeux               | 1998 | Windows  | 92%   |
| Power Play            | 1998 | Windows  | 88%   |
| PC Action             | 1998 | Windows  | 85%   |
| Gamesmania            | 1998 | Windows  | 85%   |
| Svenska PC Gamer      | 1998 | Windows  | 85%   |
| PC Games (Duitsland)  | 1998 | Windows  | 77%   |
| PC Player (Duitsland) | 1998 | Windows  | 67%   |
| GameStar (Duitsland)  | 1998 | Windows  | 66%   |